# Muhen
Muhen es una comuna suiza del cantón de Argovia, ubicada en el distrito de Aarau. Limita al norte con la comuna de Oberentfelden, al noreste con Gränichen, al este con Unterkulm, al sur con Hirschthal, y al oeste con Holziken y Kölliken.